# Динамічне явище
Динамічне явище (в підземних виробках), (рос. динамическое явление, англ. dynamic condition,  dynamic phenomenon, нім. dynamische Erscheinung f (in Untertagebauen n)) — раптове та швидкоплинне явище, яке супроводжується рухом поблизу гірничих виробок вугілля, порід, газів або рідини з високою швидкістю, а також сильним динамічним ефектом. 
Динамічне явище — результат прояву гірничого тиску та тиску замкнених у породах газів і рідини. До Д.я. відносять гірничі удари, раптові викиди вугілля та газу, викиди породи і газу, прориви газу, води, пливунів, раптові обвалення, висипання та віджим, суфлярні виділення газу, стріляння порід.